# Brian Price
Brian Price, född den 19 februari 1976 i Belleville i Kanada, är en kanadensisk roddare.
Han tog OS-silver i åtta med styrman i samband med de olympiska roddtävlingarna 2012 i London.